# Doeke Bekius
Doeke Bekius (Gauw, 14 november 1922 – De Haart, 8 juni 2013) was een Nederlands politicus van de ARP en later het CDA.

## Biografie
Hij werd geboren als zoon van schoolhoofd Wiltje Bekius en Grietje Bleeker. Doeke groeide op in het dorp Gauw nabij Sneek. Na de ULO trad hij op zestienjarige leeftijd in dienst van de gemeente Wymbritseradeel, een plattelandsgemeente om Sneek met 28 dorpen. In 1946 ging Bekius van de plattelandsgemeente naar de stad Zutphen. Met deze ervaring was hij in 1951 klaar voor zijn baan bij de gemeente Apeldoorn als chef Algemene Zaken. In juli 1961 werd hij burgemeester van Westdongeradeel en in december 1966 volgde zijn benoeming tot burgemeester van Kollumerland en Nieuwkruisland.
Medio 1976 werd Bekius burgemeester in de gemeente Aalten. Het stadje Bredevoort zag hij als een geschenk, een enthousiaste taak. Hij werd daar in 1988 tot "eredrost" benoemd. Na zijn pensionering is hij in de gemeente Aalten blijven wonen; hij bleef lid van zowel Bredevoorts Belang als Haarts Belang. Bekius werd na zijn pensionering actief bij de VKK (Vereniging van Kleine Kernen) Gelderland. Eind 1987 begon hij daar als adviseur van het bestuur, maar hij werd al snel bestuurslid en was daarna later jarenlang voorzitter.
Hij woonde en overleed in de buurtschap De Haart, in de gemeente Aalten.
Hij is begraven op 14 juni in Gauw.
- International Standard Name Identifier: 0000 0003 8890 6108
- Nederlandse Thesaurus van Auteursnamen: 266579442
- Virtual International Authority File: 282169974
- WorldCat: E39PBJkXxPPhp43pXhDkKvy68C